# Esperantina (kommun i Brasilien, Piauí, lat -3,85, long -42,17)
Esperantina är en kommun i Brasilien.   Den ligger i delstaten Piauí, i den östra delen av landet, 1 500 km norr om huvudstaden Brasília. Antalet invånare är 37 765.
Följande samhällen finns i Esperantina:
- Esperantina

Omgivningarna runt Esperantina är huvudsakligen savann. Runt Esperantina är det ganska glesbefolkat, med 38 invånare per kvadratkilometer.